# André d'Ormesson
Pour les autres membres de la famille, voir Famille Lefèvre d'Ormesson.
Pour les articles homonymes, voir Ormesson.
Charles Olivier François de Paule André Lefèvre, marquis d'Ormesson, né le 24 février 1877 dans le 7e arrondissement de Paris où il est mort le 29 mars 1957, est un diplomate français.

## Biographie
Issu de la famille Le Fèvre d'Ormesson, il est le fils d'Olivier d'Ormesson (1849-1923) et de la comtesse, née Marguerite Dubreuil-Hélion de La Guéronnière. 
Il est aussi le frère du comte Wladimir d'Ormesson (1888-1973), homme de lettres, ambassadeur de France, membre de l'Académie Française, lui-même père de l'homme politique Olivier d'Ormesson, tous deux hauts fonctionnaires et diplomates français, 
André d'Ormesson, sitôt ses études achevées, à la Faculté de Lettres de La Sorbonne, à la Faculté de Droit et à l'école libre des Sciences Politiques, devient, sur les traces de son père, en décembre 1898 stagiaire au ministère des Affaires Etrangères puis, en mars 1899, attaché à la direction politique de ce ministère. 
En 1900, il est reçu au Concours diplomatique. 
À partir d'avril 1903, il est attaché d'ambassade, successivement à Athènes, Berlin et Munich. 
Devenu ministre plénipotentiaire en 1925, il est envoyé à Munich puis en avril 1933 à Bucarest, et le 30 mai 1936 il est élevé à la dignité d'ambassadeur de France par le gouvernement de son ami Léon Blum, qui l'envoie à Rio de Janeiro. 
En juillet 1940, en désaccord avec le gouvernement dit de Vichy, il présente sa démission et est admis à la retraite du corps diplomatique ; il devient président-directeur général des Agences maritimes réunies.

### Mariage et descendance
il épouse le 22 janvier 1920 Marie Henriette Isabelle Anisson du Perron (1892-1975), fille de Jacques Anisson du Perron et de Valentine de Boisgelin. Elle était la petite fille de Roger-Léon Anisson Duperron. Dont deux fils :
- Henry d'Ormesson (1921-1995), ancien élève de l'ENA, inspecteur général des finances, marié en 1950 avec Anne de Maupéou, fille de Jacques de Maupéou.
- Jean d'Ormesson (1925-2017), romancier, journaliste, ancien élève de l'École normale supérieure, agrégé de philosophie, membre de l'Académie française, marié en 1962 avec Françoise Béghin, fille de Ferdinand Béghin.

## Décorations
- Commandeur de la Légion d'honneur
- Grand-Croix de l'Ordre de l'Étoile de Roumanie
- Grand-Croix de l'Ordre de la Couronne (Roumanie)
- Grand-Croix de l'Ordre national de la Croix du Sud (Brésil).